# Нова Дергановка
Нова Дерга́новка (рос. Новая Дергановка, ерз. Од Терьган) — присілок у складі Ковилкінського району Мордовії, Росія. Входить до складу Рибкинського сільського поселення.
Населення — 18 осіб (2010; 32 у 2002).
Національний склад станом на 2002 рік:
- мордва — 97 %